# Брандес, Элиза
Элиза Брандес (дат. Elise Brandes, урождённая Рустад (дат. Rustad); 1873—1918) — датский скульптор, специализировавшаяся на создании бюстов. Она была женой писателя и политика Эдварда Брандеса.

## Биография
Элиза Брандес родилась 24 июля 1873 года в Люсакере, муниципалитет Берум, на юго-востоке Норвегии. Она была дочерью врача Карла Г. В. Рустада (1839—1918) и его жены Марии М. Хауге. После обучения в Королевской школе рисования и искусства в Кристиании она переехала в Данию, где училась в Женской художественной школе (дат. Kunstskolen for Kvinder) в Копенгагене. С 1905 по 1906 год она была ученицей Стефана Синдинга в Датской королевской академии изящных искусств.
Выйдя замуж за Эдварда Брандеса в 1900 году, она стала ассоциироваться с политической и культурной элитой Дании, бюсты некоторых представителей которой она создала. Одно из самых заметных её подобных творений — это бюст писателя Густава Виеда (1909) с его тонкой улыбкой и дьявольским взглядом. К другие изображённым её личностям относились старший брат её мужа и учёный Георг Брандес (1907), актёр Йоханнес Поульсен (1909), историк литературы Вильхельм Андерсен (1913) и шведский художник Андерс Цорна(1917). Среди других примечательных её работ — мраморный рельеф с изображением отца Йоханнеса Поульсена, Эмиля Поульсена (1906) и бронзовая статуэтка танцующей актрисы Греты Хассельбах (1912), которые хранятся в Театральном музее Копенгагена. В свои поздние годы Брандес не могла работать из-за плохого состояния здоровья. Она умерла 3 ноября 1918 года в Копенгагене.
Брандес работала с различными материалами, такими как песчаник, мрамор и дерево. Архитектор Луис Хюгом спроектировал для неё дом, по адресу улица Скодсборгвей, 242A, в 1917 году.

## Выставки
Брандес часто выставлялась в Шарлоттенборге (в 1906—1917 годах), а также в Орхусе (1909), Мальмё и Кристиании (в обоих в 1914) году. В 1913 году прошла её персональная выставка в галерее Винкеля и Магнуссена в Копенгагене.